# Sande (Vila Verde)
Sande é uma povoação portuguesa do Município de Vila Verde que foi sede da extinta Freguesia de Sande, freguesia que tinha 4,39 km² de área e 591 habitantes (2011), e, por isso, uma densidade populacional de 134,6 hab./km².
A Freguesia de Sande foi extinta (agregada) em 2013, no âmbito de uma reforma administrativa nacional, tendo o seu território sido agregado ao das ferguesias de Vilarinho, de Barros e de Gomide para formar uma nova freguesia denominada União das Freguesias de Sande, Vilarinho, Barros e Gomide.

## População
| População da freguesia de Sande | População da freguesia de Sande | População da freguesia de Sande | População da freguesia de Sande | População da freguesia de Sande | População da freguesia de Sande | População da freguesia de Sande | População da freguesia de Sande | População da freguesia de Sande | População da freguesia de Sande | População da freguesia de Sande | População da freguesia de Sande | População da freguesia de Sande | População da freguesia de Sande | População da freguesia de Sande |
| ------------------------------- | ------------------------------- | ------------------------------- | ------------------------------- | ------------------------------- | ------------------------------- | ------------------------------- | ------------------------------- | ------------------------------- | ------------------------------- | ------------------------------- | ------------------------------- | ------------------------------- | ------------------------------- | ------------------------------- |
| 1864                            | 1878                            | 1890                            | 1900                            | 1911                            | 1920                            | 1930                            | 1940                            | 1950                            | 1960                            | 1970                            | 1981                            | 1991                            | 2001                            | 2011                            |
| 564                             | 546                             | 528                             | 458                             | 459                             | 463                             | 502                             | 559                             | 554                             | 544                             | 541                             | 591                             | 504                             | 592                             | 591                             |

## História
Pertenceu ao concelho de Pico de Regalados e quando este foi extinto, por decreto de 24 de Outubro de 1855, passou para o concelho (atual município) de Vila Verde.

## Lugares
A Freguesia de Sande tinha os seguintes lugares: Barranheira, Bouças, Cabo de Vila, Calvário, Cantarinhos, Carreiras, Quartas, Casal, Igreja, Junqueira, Lomba, Passos, Penouços, Sande de Baixo, Sande de Cima, São Pedrinho, Souto e Vilar.